# Cornelia Scheffer-Marjolin
Cornelia Scheffer fue una escultora y pintora francesa, hija del también escultor Ary Scheffer, nacida el 29 de julio de 1830 en París y fallecida el 20 de diciembre de 1899 en la misma ciudad.

## Datos biográficos

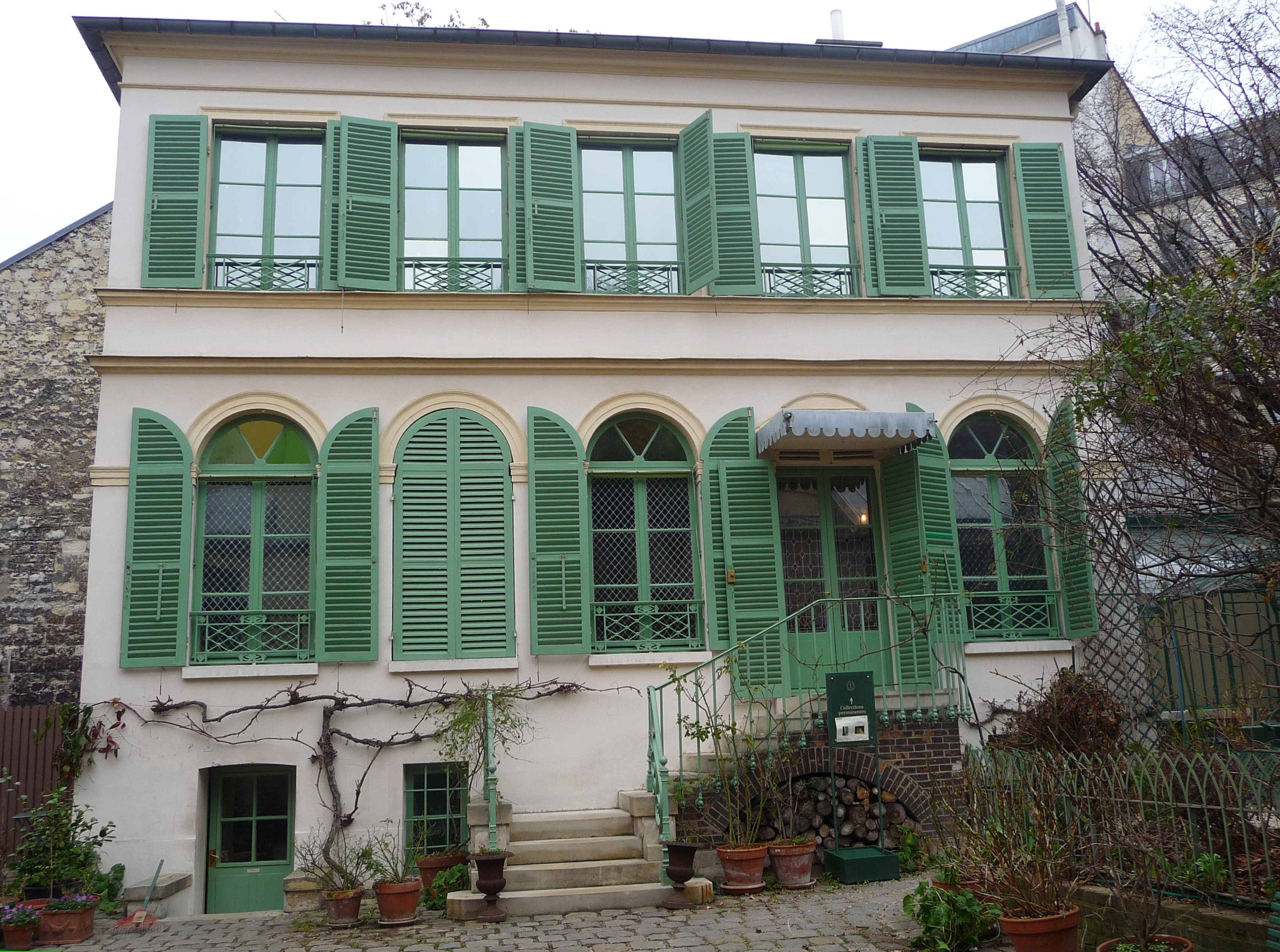
Residencia de Scheffer en París, en la calle Chaptal (IX distrito), actual sede del Musée de la Vie romantique.

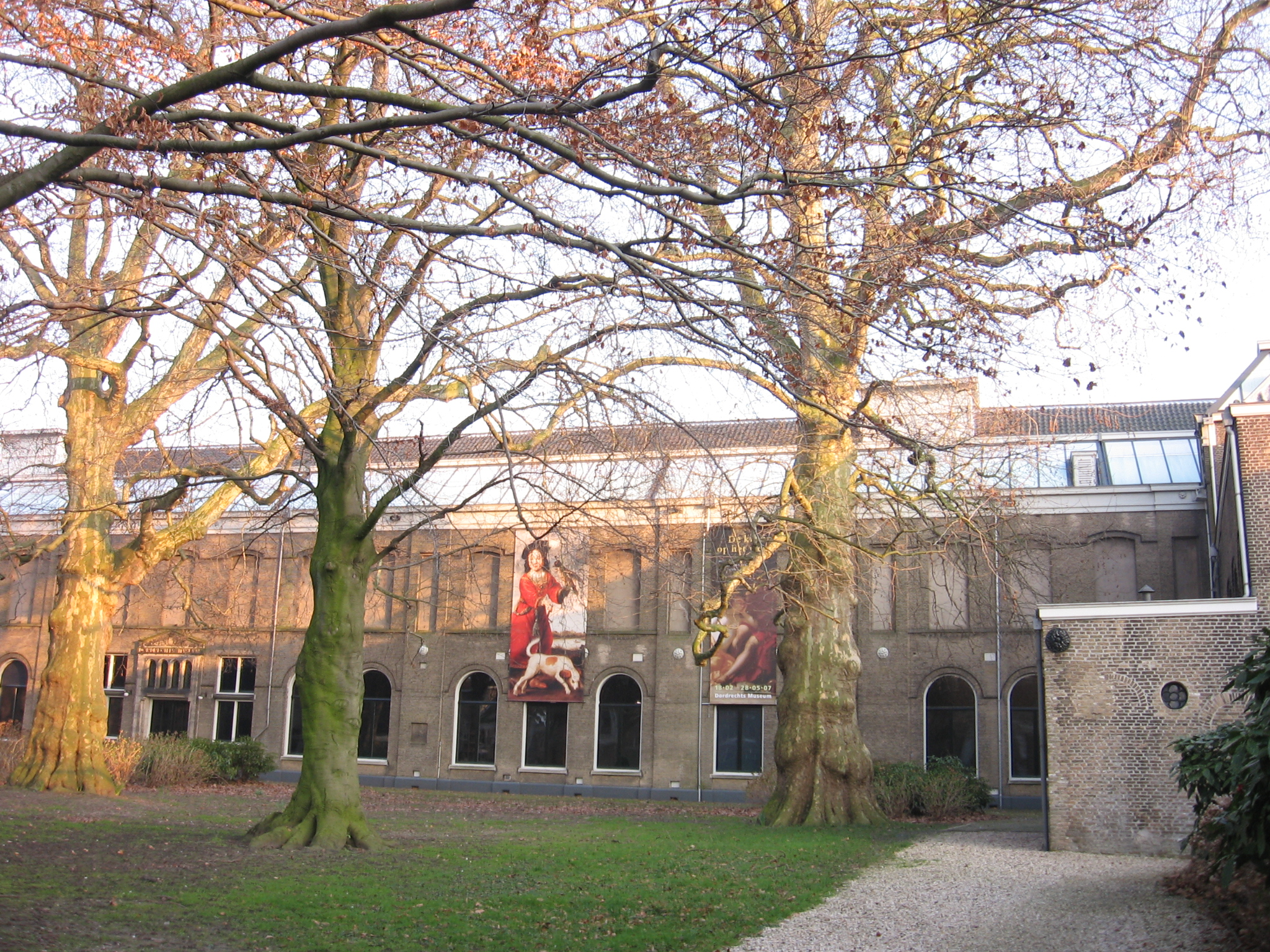
El edificio del Museo Dodrecht en Holanda Meridional.

Hija del escultor de origen neerlandés Ary Scheffer, nació en París el 29 de julio de 1830. Ese fue el año en que el duque de Orleans, amigo de su padre, era nombrado rey de Francia. Acerca de su madre nada se sabe. 
Fue bautizada con el nombre de Cornelia, como su abuela paterna, la también pintora Cornelia Scheffer-Lamme.
Inicialmente, se crio en el campo. Desde 1837 su abuela se hizo cargo de la niña. 
La abuela falleció en París en 1839 y Ary Scheffer, el padre de Cornelia, le retrató en su lecho de muerte. Cornelia nieta contaba 9 años.
Un año más tarde, en 1840, Ary Scheffer retrató a su hija vestida de negro , junto a un perro; contaba sólo diez años. Cinco años más tarde Cornelia se casó con el médico cirujano René Marjolin, mucho mayor que ella.
Poco antes de cumplir los 28 años, en 1858 falleció el padre. Fue entonces cuando Cornelia adquirió la propiedad de la casa-taller. Con la idea de perpetuar la memoria de su padre, desde 1859 se presentaron exposiciones retrospectivas en el estudio.
Cornelia donó en 1862 una gran parte del legado del estudio de su padre al Museo de Dordrecht. 
En la década de 1870 y 1880 residió en el castillo de Fontaine-les-Nonnes en Douy-la-Ramée al norte de París.
La casa familiar de París fue heredada por Noémie Renan-Psichari, sobrina-nieta de Cornelia. Actualmente, la casa es la sede del Museo de la vida romántica de París.
Cornelia Scheffer falleció en París 11 días antes de la llegada del año 1900, a los 69 años. Cuando murió en 1899, el Museo Dordrechts tomó posesión de una colección única: más de 100 pinturas, 300 dibujos y 200 grabados y litografías.